# Mario Scialoja
Mario Scialoja (Roma, 29 de julio de 1930-24 de junio de 2012) fue un diplomático italiano. Su último cargo fue como embajador de Italia en Arabia Saudita de 1994 a 1996. Al jubilarse, decidió pasar sus últimos años sirviendo a la comunidad musulmana de Italia.
En 1998, Scialoja promovió la apertura en Roma de una sucursal de la Liga del Mundo Islámico, una ONG saudí con sede central en La Meca. Ocupó el cargo de Vicepresidente y director general de 1998 a 2006 y, tras su dimisión, siguió siendo miembro del Comité Constitutivo del grupo. Posteriormente, fue miembro de la Comisión Consultiva para Islam en Italia en el Ministerio del Interior y Consejero de Administración del Centro Cultural Islámico de Italia, la única institución islámica oficialmente reconocida en Italia por un decreto del Presidente de la República.
Scialoja se convirtió al islam a finales de 1988, cuando era Representante Permanente Adjunto de Italia ante las Naciones Unidas.